# Saint-Victor-des-Oules
Saint-Victor-des-Oules (okzitanisch: Sent Victor deis Olas) ist eine französische Gemeinde mit 308 Einwohnern (Stand: 1. Januar 2022) im Département Gard in der Region Okzitanien. Die Gemeinde gehört zum Arrondissement Nîmes und zum Kanton Uzès, ihre Einwohner werden Saint-Victoriens genannt.

## Geografie
Saint-Victor-des-Oules liegt etwa 30 Kilometer westnordwestlich von Avignon. Umgeben wird Saint-Victor-des-Oules von den Nachbargemeinden Vallabrix im Norden, La Capelle-et-Masmolène im Osten, Saint-Hippolyte-de-Montaigu im Süden, Saint-Siffret im Südwesten sowie Saint-Quentin-la-Poterie im Westen. 

## Einwohnerentwicklung
| Jahr                       | 1962 | 1968 | 1975 | 1982 | 1990 | 1999 | 2006 | 2017 |
| -------------------------- | ---- | ---- | ---- | ---- | ---- | ---- | ---- | ---- |
| Einwohner                  | 87   | 85   | 105  | 147  | 195  | 219  | 249  | 306  |
| Quellen: Cassini und INSEE |      |      |      |      |      |      |      |      |

## Kultur und Sehenswürdigkeiten
- Reste eines keltischen Oppidums
- Romanische Kirche Saint-Victor, wieder errichtet 1680

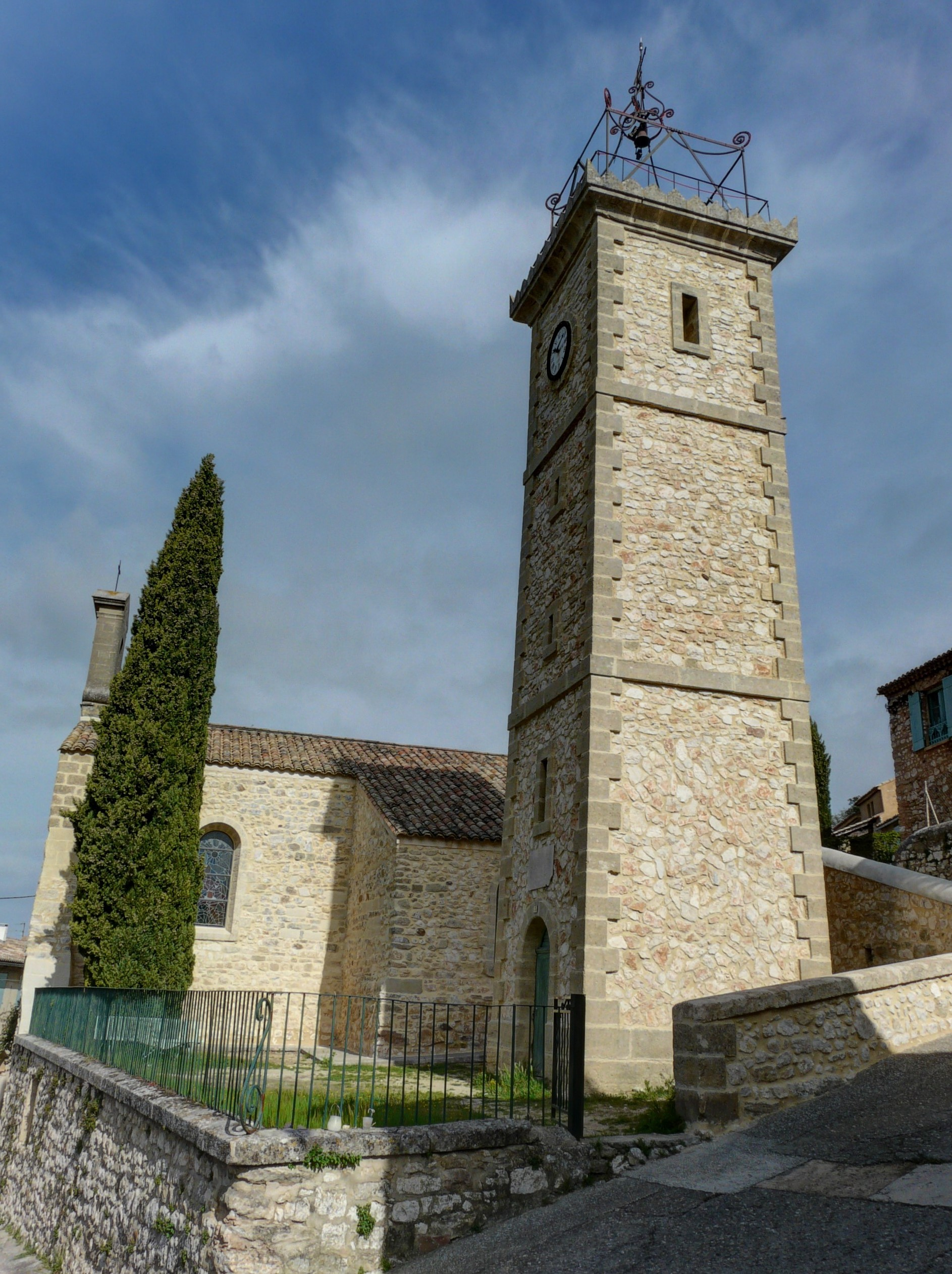
Kirche Saint-Victor

- Schloss